# شغال (فیلم ۲۰۱۰)
«شغال» (ترکی استانبولی: Çakal) فیلمی در ژانر اکشن است که در سال ۲۰۱۰ منتشر شد. از بازیگران آن می‌توان به ارکان جان اشاره کرد.